# 布雷伊
布雷伊（法語：Breilly，法語發音：[bʁɛji]）是法国上法蘭西大區索姆省的一个市镇，属于亚眠区。

## 地理
布雷伊（49°56'4"N, 2°10'47"E）面积5.73 平方千米，位于法国上法蘭西大區索姆省，该省份为法国北部沿海省份，北起加来海峡省和北部省，西接滨海塞纳省和大西洋英吉利海峡，南至瓦兹省，东临埃纳省。
与布雷伊接壤的市镇（或旧市镇、城区）包括：拉绍塞蒂朗库尔、索姆河畔阿伊、皮基尼。

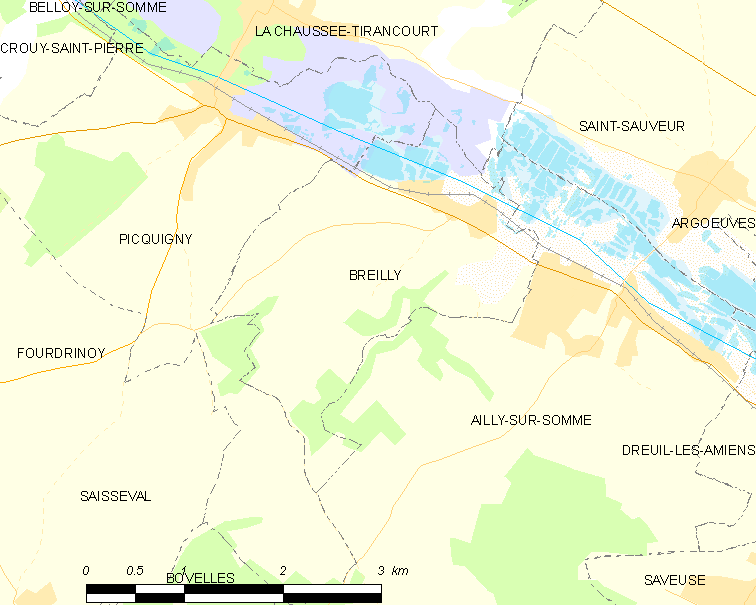
布雷伊的OSM定位图

布雷伊的时区为UTC+01:00、UTC+02:00（夏令时）。

## 行政
布雷伊的邮政编码为80470，INSEE市镇编码为80137。

## 政治
布雷伊所属的省级选区为索姆河畔阿伊县。

## 人口

1962-2008年间布雷伊人口变化图示

布雷伊于2022年1月1日时的人口数量为724人。